# Sara Rue
Sara Rue, geboren als Sara Schlackman, (New York, 26 januari 1979) is een Amerikaanse actrice.

## Carrière
Rue debuteerde op negenjarige leeftijd in 1988 in de film Rocket Gibraltar, toen ze de rol van Jessica Hanson voor haar rekening nam als dochter van Dwayne Hanson, gespeeld door Kevin Spacey. In 1992 speelde ze een jonge versie van Roseanne in de gelijknamige televisieserie. Verder had ze een reeks gastrollen, onder meer in Blossom, ER, Chicago Hope en Will & Grace en ze was onder meer te zien in de films Pearl Harbor, The Ring, Idiocracy en Nightmare at the End of the Hall, waarin ze de hoofdrol speelde. In de periode tussen 2002 en 2006 speelde ze de hoofdrol in de televisieserie Less Than Perfect. In 2008 was ze te zien in drie afleveringen van de The Big Bang Theory als vriendin van Leonard Hofstadter. In de periode 2010-2012 had ze een terugkerende rol in de sitcom Rules of Engagement.

## Filmografie
- 1988 - Rocket Gibraltar - Jessica Hanson
- 1990 - Grand - Edda Pasetti
- 1992 - Passed Away - Megan Scanlan
- 1992 - Roseanne - Teenage Roseanne
- 1993 - Phenom - Monica
- 1995 - Blossom - Angie
- 1995 - Family Reunion: A Relative Nightmare - Jacquelyn
- 1995 - Minor Adjustments - Darby Gladstone
- 1996 - ER - Jane
- 1996 - For My Daughter's Honor - Kimberly Jones
- 1996 - Pearl - Bertha Sugs
- 1997 - Happily Ever After: Fairy Tales for Every Child - Younger Sister
- 1997 - Ned and Stacey - Amy
- 1998 - Can't Hardly Wait - Earth Girl
- 1998 - Chicago Hope - Rhonda Fritz
- 1998 - Nowhere to Go
- 1998 - The Simple Life - Melanie
- 1999 - A Map of the World - Debbie
- 1999 - A Slipping-Down Life - Violet
- 1999 - Popular - Carmen Ferrara
- 1999 - Zoe, Duncan, Jack & Jane - Breeny Kennedy
- 2000 - Will & Grace - Joyce Adler
- 2001 - Gypsy 83 - Gypsy Vale
- 2001 - Pearl Harbor - Nurse Martha
- 2002 - Less Than Perfect - Claude Casey
- 2002 - The Ring - Babysitter
- 2002 - The Division - Amanda McCafferty
- 2003 - MADtv - The Babysitter
- 2003 - This Time Around - Gabby Castellani
- 2005 - Barbara Jean - Barbara Jean
- 2006 - Danny Roane: First Time Director - Charlotte Lewis
- 2006 - Idiocracy - Attorney General
- 2006 - Play Nice
- 2006 - Two and a Half Men - Naomi
- 2007 - Nurses
- 2008 - Man Maid - Torry
- 2008 - Nightmare at the End of the Hall - Courtney
- 2008 - The Big Bang Theory - Stephanie
- 2009 - Eastwick - Penny
- 2009 - For Christ's Sake - Candy
- 2009 - Leverage - Marissa
- 2009 - Not Since You - Doogs
- 2010 - Private Practice - Shira
- 2010 - Rules of Engagement - Brenda
- 2011 - Shedding for the Wedding
- 2011 - RuPaul's Drag Race 3
- 2011 - My Future Boyfriend - Elizabeth Barrett
- 2012 - Psych - Amy Alleris